# Daniel Noriega Acosta
Daniel Gustavo Noriega Acosta (Ciudad Guayana, Estado Bolívar, Venezuela; 30 de marzo de 1977) es un exfutbolista venezolano que jugaba como delantero y su último equipo fue Llaneros de Guanare de la Primera División de Venezuela. 
El apodo "Cari Cari" lo heredó de su padre, al cual lo identificaban con dicha ave por su movilidad constante entre trabajos.

## Clubes
| Club                   | País      | Año       |
| ---------------------- | --------- | --------- |
| Mineros de Guayana     | Venezuela | 1995-1997 |
| Rayo Vallecano         | España    | 1997-1998 |
| Unión de Santa Fe      | Argentina | 1998-2000 |
| Sporting Cristal       | Perú      | 2000      |
| Unión de Santa Fe      | Argentina | 2001      |
| Mineros de Guayana     | Venezuela | 2002      |
| Deportivo Italchacao   | Venezuela | 2002-2003 |
| Independiente Medellín | Colombia  | 2004      |
| Deportivo Táchira      | Venezuela | 2004      |
| Caracas FC             | Venezuela | 2005      |
| Mineros de Guayana     | Venezuela | 2005      |
| Monagas                | Venezuela | 2006      |
| Guaros FC              | Venezuela | 2006-2008 |
| Llaneros de Guanare    | Venezuela | 2008-2009 |

## Selección nacional
Con la selección sub-20 anotó 7 goles en el Campeonato Sudamericano Sub-20 de 1997, y 4 en los Juegos Centroamericanos y del Caribe de Maracaibo 1998.
Fue internacional con la Selección de Venezuela en 38 juegos en los que, a pesar de haber sido catalogado como promesa ofensiva, dejó marca de sólo 5 goles. Jugó tres Copas América pero no logró marcar (aunque sí lo hizo en las Eliminatorias para el Mundial de 2002 y 2006).

### Participaciones en Copa América
| Copa América      | Sede     | Resultado    |
| ----------------- | -------- | ------------ |
| Copa América 1999 | Paraguay | Primera fase |
| Copa América 2001 | Colombia | Primera fase |
| Copa América 2004 | Perú     | Primera fase |